# 艾恩伍德特設鎮區 (密歇根州)
艾恩伍德特設鎮區（英語：Ironwood Charter Township）是位於美國密歇根州戈吉比克縣的一個特設鎮區。

## 地方資料
艾恩伍德特設鎮區的面積為488.99平方千米，當中陸地面積為454.28平方千米，而水域面積為34.71平方千米。根據2020年美國人口普查的數據，當地共有人口2214人，而人口密度為每平方千米4.53人。